# ARMIGER (ミサイル)
ARMIGERはドイツのBGT社が開発していた対レーダーミサイル。ARMIGERは"Anti Radiation Missile with Intelligent Guidance & Extended Range"(英語)のアクロニム、長距離精密誘導対レーダーミサイルの意である。
ドイツ空軍向けに開発が進められ、2010年頃にトーネード ECRで運用しAGM-88 HARMの更新を行うことを目指していたが、コスト面の問題から2006年に開発は中止となった。
超音速ミサイルであり、長射程を確保するためにラムジェットエンジンを採用していた。中間誘導には慣性誘導装置のみならず、GPSも併用し、終末誘導には赤外線誘導も用いる計画であった。

## 要目（計画値）
- 全長：4m
- 胴体直径：200mm
- 重量：220kg
- 射程：200km
- 炸薬：20kg
- 最大速度：マッハ3
- エンジン：ラムジェット
- 誘導方式：慣性誘導/GPS、赤外線センサー/対レーダー誘導